# Eupsilia strigifera
Eupsilia strigifera är en fjärilsart som beskrevs av Butler 1879. Eupsilia strigifera ingår i släktet Eupsilia och familjen nattflyn. Inga underarter finns listade i Catalogue of Life.